# Werchni Tagil
Werchni Tagil (russisch Верхний Тагил) ist eine Stadt in der Oblast Swerdlowsk (Russland) mit 11.843 Einwohnern (Stand 14. Oktober 2010).

## Geographie
Die Stadt liegt am Ostrand des Mittleren Urals, etwa 110 km nordwestlich der Oblasthauptstadt Jekaterinburg am Tagil, einem  Nebenfluss der Tura im Flusssystem des Ob.
Werchni Tagil bildet einen eigenständigen Stadtkreis.
Die Stadt ist über eine 16 km lange Zweigstrecke mit der Station Neiwa der Eisenbahnstrecke Perm – Kuschwa (Station Goroblagodatskaja) – Jekaterinburg verbunden. Die Station der Stadt heißt Werchnetagilskaja.

## Geschichte
Werchni Tagil entstand 1716 im Zusammenhang mit der Errichtung des Eisenwerkes Werchnetagilski Sawod (Oberes Tagil-Werk zur Unterscheidung vom Unteren Tagil-Werk, Nischnetagilski Sawod, heute Nischni Tagil) durch die Unternehmerfamilie Demidow. Das 1718 in Betrieb genommene Werk wurde nach 1917 stillgelegt. 1966 erhielt der Ort Stadtrecht.

### Bevölkerungsentwicklung
| Jahr | Einwohner |
| ---- | --------- |
| 1897 | 4.900     |
| 1959 | 15.371    |
| 1970 | 14.903    |
| 1979 | 13.632    |
| 1989 | 13.127    |
| 2002 | 12.571    |
| 2010 | 11.843    |

Anmerkung: Volkszählungsdaten (1897 gerundet)

## Kultur und Sehenswürdigkeiten
In der Stadt sind verschiedene Gebäude aus dem 18. und 19. Jahrhundert erhalten, so das Herrenhaus der Besitzer (1767) und das Kontorgebäude (1772) des ehemaligen Eisenwerkes sowie die Kirche der Betenden Muttergottes (Храм Знамения Пресвятой Богородицы/ Chram Snamenija Preswjatoi Bogorodizy) von 1864.
Werchni Tagil besitzt ein Historisches und Heimatmuseum.

## Wirtschaft
Neben den Werchnetagiler Wärmekraftwerk (Werchnetagilskaja GRES) des Energieversorgers OGK-1 gibt es ein Werk für Baukonstruktionen und eine Möbelfabrik sowie eine Fischereiwirtschaft am hier aufgestauten Tagil.